# Reprezentacyjny Zespół Artystyczny Wojska Polskiego
Reprezentacyjny Zespół Artystyczny Wojska Polskiego (RZAWP) – instytucja o charakterze teatru muzycznego popularyzującą tradycje narodowe i chwałę oręża polskiego. Zespół uczestniczy w uroczystościach państwowych zapewniając oprawę artystyczną rocznic historycznych i patriotycznych, jak również prezentuje w kraju i za granicą różnorodne koncerty, widowiska i spektakle artystyczne. RZAWP wykonuje pieśni patriotyczne, historyczne, religijne oraz posiada bogaty repertuar operowy, operetkowy i musicalowy.
Od 2020 roku siedziba Zespół znajduje się na terenie Cytadeli Warszawskiej przy ul. Dymińskiej 13. 

## Historia
Zespół jest spadkobiercą tradycji grup teatralno-estradowych działających przy Domach Żołnierza Polskiego w okresie II Rzeczypospolitej. W latach 1950–1958 występował pod nazwą Zespół Pieśni i Tańca Wojska Polskiego, w latach 1958–1989 jako Centralny Zespół Artystyczny Wojska Polskiego. Od 1989 funkcjonuje pod nazwą Reprezentacyjny Zespół Artystyczny Wojska Polskiego. W 2004 do RZAWP została włączona Orkiestra Koncertowa Wojska Polskiego im. Stanisława Moniuszki. Obecnie orkiestra koncertowa stanowi integralną część Reprezentacyjnego Zespołu Artystycznego Wojska Polskiego.
Z zespołem współpracowali tacy artyści jak m.in.: Andrzej Hiolski, Bernard Ładysz, Ryszarda Racewicz, Romuald Tesarowicz, Bogusław Morka, Leszek Świdziński, Iwona Hossa, Leonard Jakubowski, Grzegorz Markowski, Zbigniew Czeski, Józef Grubowski, Jerzy Gruza, Bogdan Augustyniak, Maryla Rodowicz, Czesław Niemen, Ryszarda Hanin, Ludwik Sempoliński, Conrad Drzewiecki, Natalia Kukulska, Ania Karwan, Kamil Bednarek, Justyna Steczkowska, Zbigniew Wodecki, Mirosław Wójciuk, Henri Seroka, Bogusław Klimczuk, Adam Wojdak.
Obecnie w skład Zespołu wchodzą soliści, chór, balet, orkiestra symfoniczna i orkiestra koncertowa. Zespół ma w repertuarze ponad 600 pieśni i piosenek patriotycznych. Dysponuje ponad 1500 kostiumami z różnych epok oraz m.in. replikami broni palnej i białej. RZAWP wykonuje około 200 koncertów rocznie.

## Dyskografia

### Certyfikowane albumy
- Żołnierskie kolędowanie – złota płyta[1]
- Do Ciebie Polsko – 3x platynowa płyta[2]
- Gorzkie żale – złota płyta[1]
- Pieśni wielkanocne – platynowa płyta[3]
- Ave Maria. Najpiękniejsze pieśni maryjne (oraz Małgorzata Walewska) – platynowa płyta[3]
- Jasnogórska Pani. Najpiękniejsze pieśni maryjne (oraz Wiesław Ochman) – platynowa płyta[4]
- Hymny i pieśni polskie – 2x platynowa płyta[4]
- Legiony to... – złota płyta[5]
- Mazurek Dąbrowskiego i inne hymny – 2x platynowa płyta[6]
- Powstanie warszawskie w pieśni i w piosence (oraz inni wykonawcy) – złota płyta[5]
- Pieśń ojczysta. Polskie pieśni patriotyczne (oraz inni wykonawcy) – diamentowa płyta[7]

## Nagrody i wyróżnienia
Zespół jest laureatem wielu prestiżowych nagród takich jak m.in.:
- Wyróżnienie specjalne „Buzdygan” – nagroda przyznawana przez czasopismo Polska Zbrojna dla wyróżniających się osobowości Wojska Polskiego;
- Odznaczenie „Ambasador SM” – przyznawane przez Polskie Towarzystwo Stwardnienia Rozsianego;
- Złoty Medal „Opiekun Miejsc Pamięci Narodowej” – odznaczenie cywilne nadawane przez Przewodniczącego Rady Ochrony Pamięci Walk i Męczeństwa;
- Dyplom „Benemerenti” – wyróżnienie przyznawane przez Ordynariat Polowy Wojska Polskiego;
- „Wybitny Polski Eksporter” – nagroda redakcji „Rynki Zagraniczne”;
- „Prometeusz” – Nagroda Polskiej Estrady dla najwybitniejszych i najbardziej zasłużonych Artystów występujących na estradach Polski i świata.